# Jim Blyth (Fußballspieler, 1955)
James Anton „Jim“ Blyth (* 2. Februar 1955 in Perth) ist ein ehemaliger schottischer Fußballtorhüter. Er war vor allem als Schlussmann des englischen Erstligisten Coventry City zwischen 1972 und 1982 bekannt und absolvierte für den Verein 174 Pflichtspiele. Darüber hinaus bestritt er zwei A-Länderspiele für die schottische Nationalmannschaft und war Teil des Kaders der WM-Endrunde 1978 in Argentinien, bei der er jedoch nur als Ersatz für Alan Rough fungierte und in keinem der drei Gruppenspiele eingesetzt wurde.

## Sportlicher Werdegang

### Vereinskarriere
Als vielversprechendes, groß gewachsenes Torwarttalent, das bereits einmal im Verlauf der Zweitligasaison 1971/72 in sehr jungem Alter für den englischen Klub Preston North End zwischen den Pfosten gestanden hatte, schloss sich Blyth im Oktober 1972 eine Liga höher Coventry City an. Dort blieb er zunächst drei Jahre lang ohne Meisterschaftseinsatz; erst beim Drittligisten und Leihverein Hereford United konnte er sich sieben Mal beweisen. In der Folgezeit spielte er sich auch in Coventry in die Stammformation und war stetiger Rückhalt in der Saison 1977/78, als sich Coventry auf den siebten Abschlusstabellenplatz vorarbeitete und Blyth nur zwei von 42 Ligapartien verpasste. Zu seinen Mannschaftskameraden zählten spätere vereinsinterne Hall-of-Fame-Spieler wie Kapitän Terry Yorath, dazu Mick Ferguson, Ian Wallace, Graham Oakey, Jimmy Holmes, Barry Powell und Tommy Hutchison. Zwei Höhepunkte waren die Spiele gegen Norwich City, als Blyth zum Ende des Spiels einen Elfmeter hielt und damit den 5:4-Sieg sicherte, sowie seine fehlerlose Partie gegen den amtierenden Meister FC Liverpool (1:0) mit einem ebenfalls gehaltenen Strafstoß von Phil Neal. Ein möglicher Wechsel zu Manchester United kam im Jahr 1979 aufgrund einer Rückenverletzung nicht zustande und so duellierte er sich bis zu seinem Abgang im August 1982 mit Les Sealey in Coventry. Insgesamt absolvierte Blyth 174 Pflichtspiele für Coventry, davon 151 in der höchsten englischen Spielklasse.
Blyth wechselte zur Saison 1982/83 zum Erstligakonkurrenten Birmingham City. Er absolvierte noch einmal 14 Ligapartien im ersten Jahr, bevor er in den beiden darauf folgenden Spielzeiten nicht mehr in Meisterschaftspartien eingesetzt wurde und somit auch „schuldlos“ am Abstieg im Jahr 1984 war. In der Saison 1985/86 ließ er beim Amateurklub Nuneaton Borough seine aktive Fußballerkarriere ausklingen.

### Schottische Nationalmannschaft
Als sich Blyth in der Saison 1977/78 mit guten Leistungen in Coventry in den Vordergrund spielte, kam er im Februar 1978 gegen Bulgarien (2:1) zu seinem ersten Länderspiel für Schottland. Kurz nach seinem zweiten Einsatz gegen Wales (1:1) wurde er dann trotz seiner geringen Erfahrung in den Kader für die WM-Endrunde 1978 in Argentinien nominiert. Dort war er jedoch nur Ersatzmann hinter Stammkeeper Alan Rough und blieb im Turnier genauso ohne Einsatz wie auch später, so dass er seinen zwei Länderspielen keines mehr hinzufügen sollte.

## Nach der aktiven Karriere
Nach seiner aktiven Karriere war Blyth unter seinem schottischen Landsmann Gordon Strachan Torwarttrainer bei Coventry City, verließ den Verein aber nach Strachans Demission im Jahr 2001. Zu seinen Zöglingen gehörte der 16-jährige Chris Kirkland, der es später in die Profimannschaft von Coventry schaffte und dann für die britische Torhüter-Rekordablöse von sechs Millionen Pfund zum FC Liverpool wechselte. Darüber hinaus arbeitete Blyth mit Artur Boruc, David Marshall und Magnus Hedman, nachdem er Strachan zu Celtic Glasgow im Juli 2005 gefolgt war. Während seiner Zeit bei Celtic gewann der Verein drei schottische Meisterschaften, einmal den schottischen FA Cup und einmal den Ligapokal. Die Arbeit in Glasgow endete mit Strachans Rücktritt im Mai 2009. Ein weiteres Mal führte der Weg Blyth und Strachan im Mai 2010 beim FC Middlesbrough zusammen.